# Ihosy (district)
Ihosy is een district van Madagaskar in de regio Ihorombe. Het district telt 192.702 inwoners (2011) en heeft een oppervlakte van 17.358 km², verdeeld over 17 gemeentes. De hoofdplaats is Ihosy.